# Ringer-Europameisterschaften 1982
Die Ringer-Europameisterschaften 1982 fanden im bulgarischen Warna an der Schwarzmeerküste statt.

## Griechisch-römisch, Männer

### Ergebnisse

#### Kategorie bis 48 kg (Papiergewicht)
| Platz | Land           | Sportler       |
| ----- | -------------- | -------------- |
| 1     | Sowjetunion    | Wassili Anikin |
| 2     | Ungarn         | Csaba Vadász   |
| 3     | Bulgarien      | Totijo Andonow |
| 4     | Norwegen       | Lars Rønningen |
| 5     |                | ?              |
| 6     | BR Deutschland | Markus Scherer |

Titelverteidiger: Totijo Andonow, Bulgarien

#### Kategorie bis 52 kg (Fliegengewicht)
| Platz | Land        | Sportler        |
| ----- | ----------- | --------------- |
| 1     | Sowjetunion | Benur Paschajan |
| 2     | Rumänien    | Gheorghe Stefan |
| 3     | Polen       | Roman Kierpacz  |
| 4     | Ungarn      | Lajos Rácz      |
| 5     | Türkei      | Erol Kemah      |
| 6     | Finnland    | Taisto Halonen  |

Titelverteidiger: Benur Paschajan, UdSSR

#### Kategorie bis 57 kg (Bantamgewicht)
| Platz | Land             | Sportler           |
| ----- | ---------------- | ------------------ |
| 1     | Bulgarien        | Petar Balow        |
| 2     | Tschechoslowakei | Josef Krysta       |
| 3     | Türkei           | Serhat Karadag     |
| 4     | Rumänien         | Nicolae Zamfir     |
| 5     | Polen            | Racek              |
| 6     | Italien          | Antonio Caltabiano |

Titelverteidiger: Pasquale Passarelli, Deutschland

#### Kategorie bis 62 kg (Federgewicht)
| Platz | Land        | Sportler        |
| ----- | ----------- | --------------- |
| 1     | Sowjetunion | Roman Nasibulow |
| 2     | Bulgarien   | Panajot Kirow   |
| 3     | Ungarn      | Tomas Tóth      |
| 4     | Frankreich  | Gilles Jalabert |
| 5     | Polen       | Ryszard Świerad |
| 6     | Schweden    | Lars Malmkvist  |

Titelverteidiger: Ryszard Świerad, Polen

#### Kategorie bis 68 kg (Leichtgewicht)
| Platz | Land                            | Sportler        |
| ----- | ------------------------------- | --------------- |
| 1     | Sowjetunion                     | Gennadi Ermilow |
| 2     | Rumänien                        | Ștefan Negrișan |
| 3     | Schweden                        | Gerry Svensson  |
| 4     | Ungarn                          | Istvan Peter    |
| 5     | Deutsche Demokratische Republik | Peter Thätner   |
| 6     | Bulgarien                       | Rumen Tenew     |

Titelverteidiger: Ștefan Rusu, Rumänien

#### Kategorie bis 74 kg (Weltergewicht)
| Platz | Land        | Sportler             |
| ----- | ----------- | -------------------- |
| 1     | Polen       | Andrzej Supron       |
| 2     | Schweden    | Roger Tallroth       |
| 3     | Jugoslawien | Karolj Kasap         |
| 4     | Sowjetunion | Alexander Kudrjawzew |
| 5     | Rumänien    | Ștefan Rusu          |
| 6     | Bulgarien   | Janko Schopow        |

Titelverteidiger: Ferenc Kocsis, Ungarn

#### Kategorie bis 82 kg (Mittelgewicht)
| Platz | Land           | Sportler        |
| ----- | -------------- | --------------- |
| 1     | Sowjetunion    | Aslan Schanimow |
| 2     | Polen          | Andrzej Malina  |
| 3     | Rumänien       | Ion Draica      |
| 4     | Jugoslawien    | Momir Petković  |
| 5     | BR Deutschland | Kurt Spaniol    |
| 6     | Finnland       | Jarmo Övermark  |

Titelverteidiger: Gennadi Korban, UdSSR

#### Kategorie bis 90 kg (Halbschwergewicht)
| Platz | Land         | Sportler         |
| ----- | ------------ | ---------------- |
| 1     | Sowjetunion  | Igor Kanygin     |
| 2     | Schweden     | Frank Andersson  |
| 3     | Bulgarien    | Atanas Komtschew |
| 4     | Rumänien     | Ilie Matei       |
| 5     | Griechenland | Georgios Pozidis |
| 6     | Jugoslawien  | Karolj Kopas     |

Titelverteidiger: Frank Andersson, Schweden

#### Kategorie bis 100 kg (Schwergewicht)
| Platz | Land             | Sportler        |
| ----- | ---------------- | --------------- |
| 1     | Bulgarien        | Andrej Dimitrow |
| 2     | Sowjetunion      | Nikolai Inkow   |
| 3     | Jugoslawien      | Josef Tertelj   |
| 4     | Rumänien         | Vasile Andrei   |
| 5     | Ungarn           | Tamás Gáspár    |
| 6     | Tschechoslowakei | Bojko           |

Titelverteidiger: Nikolai Inkow, UdSSR

#### Kategorie über 100 kg (Superschwergewicht)
| Platz | Land        | Sportler          |
| ----- | ----------- | ----------------- |
| 1     | Bulgarien   | Nikola Dinew      |
| 2     | Jugoslawien | Prvoslav Ilić     |
| 3     | Sowjetunion | Jewgeni Artjuchin |
| 4     | Polen       | Jerzy Choromanski |
| 5     | Ungarn      | János Rovnyai     |
| 6     | Rumänien    | Ivan Savin        |

Titelverteidiger: Rangel Gerowski, Bulgarien

### Medaillenspiegel
| Rang | Land             | Gold | Silber | Bronze |
| ---- | ---------------- | ---- | ------ | ------ |
| 1    | Sowjetunion      | 6    | 1      | 1      |
| 2    | Bulgarien        | 3    | 1      | 2      |
| 3    | Polen            | 1    | 1      | 1      |
| 4    | Rumänien         | 0    | 2      | 1      |
| 5    | Schweden         | 0    | 2      | 1      |
| 6    | Jugoslawien      | 0    | 1      | 2      |
| 7    | Ungarn           | 0    | 1      | 1      |
| 8    | Tschechoslowakei | 0    | 1      | 0      |
| 9    | Türkei           | 0    | 0      | 1      |

## Freistil, Männer

### Ergebnisse

#### Kategorie bis 48 kg (Papiergewicht)
| Platz | Land        | Sportler          |
| ----- | ----------- | ----------------- |
| 1     | Ungarn      | László Bíró       |
| 2     | Sowjetunion | Wassili Gogolew   |
| 3     | Jugoslawien | Šaban Trstena     |
| 4     | Bulgarien   | Ali Mechmedow     |
| 5     | Türkei      | Salih Bora        |
| 6     | Polen       | Wladyslaw Olejnik |

Titelverteidiger: Ali Mechmedow, Bulgarien

#### Kategorie bis 52 kg (Fliegengewicht)
| Platz | Land                            | Sportler           |
| ----- | ------------------------------- | ------------------ |
| 1     | Bulgarien                       | Valentin Jordanow  |
| 2     | Ungarn                          | Lajos Szabó        |
| 3     | Sowjetunion                     | Schamil Effendijew |
| 4     | Deutsche Demokratische Republik | Hartmut Reich      |
| 5     | Türkei                          | Aslan Seyhanlı     |
| 6     | Tschechoslowakei                | Michal Kapolka     |

Titelverteidiger: Hartmut Reich, DDR

#### Kategorie bis 57 kg (Bantamgewicht)
| Platz | Land             | Sportler          |
| ----- | ---------------- | ----------------- |
| 1     | Sowjetunion      | Sergei Beloglasow |
| 2     | Ungarn           | Imre Szalontai    |
| 3     | Bulgarien        | Stefan Iwanow     |
| 4     | BR Deutschland   | Hans Partsch      |
| 5     | Rumänien         | Aurel Neagu       |
| 6     | Tschechoslowakei | Jozef Schwendtner |

Titelverteidiger: Busai Ibragimow, UdSSR

#### Kategorie bis 62 kg (Federgewicht)
| Platz | Land        | Sportler         |
| ----- | ----------- | ---------------- |
| 1     | Bulgarien   | Simeon Schterew  |
| 2     | Türkei      | Yusuf Gambaz     |
| 3     | Sowjetunion | Busai Ibragimow  |
| 4     | Italien     | Antonio La Bruna |
| 5     | Polen       | Marian Skubacz   |
| 6     | Jugoslawien | Jordanko Janew   |

Titelverteidiger: Busai Ibragimow, UdSSR

#### Kategorie bis 68 kg (Leichtgewicht)
| Platz | Land                            | Sportler              |
| ----- | ------------------------------- | --------------------- |
| 1     | Sowjetunion                     | Boris Budajew         |
| 2     | Ungarn                          | Zoltán Szalontai      |
| 3     | Bulgarien                       | Iwan Jankow           |
| 4     | Deutsche Demokratische Republik | Uwe Mauksch           |
| 5     | Finnland                        | Jukka Rauhala         |
| 6     | Griechenland                    | Georgios Athanasiadis |

Titelverteidiger: Miho Dukow, Bulgarien

#### Kategorie bis 74 kg (Weltergewicht)
| Platz | Land                            | Sportler             |
| ----- | ------------------------------- | -------------------- |
| 1     | BR Deutschland                  | Martin Knosp         |
| 2     | Finnland                        | Pekka Rauhala        |
| 3     | Sowjetunion                     | Juri Worobjow        |
| 4     | Ungarn                          | Istvan Feher         |
| 5     | Deutsche Demokratische Republik | Michael Kleinschmidt |
| 6     | Tschechoslowakei                | Dan Karabín          |

Titelverteidiger: Elbrus Korojew, UdSSR

#### Kategorie bis 82 kg (Mittelgewicht)
| Platz | Land                            | Sportler            |
| ----- | ------------------------------- | ------------------- |
| 1     | Bulgarien                       | Efraim Kamberow     |
| 2     | Sowjetunion                     | Wladimer Modossiani |
| 3     | Deutsche Demokratische Republik | Peter Syring        |
| 4     | Polen                           | Leszek Ciota        |
| 5     | Italien                         | Ricardo Niccolini   |
| 6     | Rumänien                        | Marin Stanciu       |

Titelverteidiger: Georgi Kalojew, UdSSR

#### Kategorie bis 90 kg (Halbschwergewicht)
| Platz | Land                            | Sportler           |
| ----- | ------------------------------- | ------------------ |
| 1     | Bulgarien                       | Iwan Ginow         |
| 2     | Sowjetunion                     | Petr Nanijew       |
| 3     | Türkei                          | WiktIsmail Temiz   |
| 4     | Ungarn                          | Attila Szakkai     |
| 5     | BR Deutschland                  | Willibald Liebgott |
| 6     | Deutsche Demokratische Republik | Helmut Weickert    |

Titelverteidiger: Uwe Neupert, DDR

#### Kategorie bis 100 kg (Schwergewicht)
| Platz | Land                            | Sportler        |
| ----- | ------------------------------- | --------------- |
| 1     | Sowjetunion                     | Rusch Chutaba   |
| 2     | Deutsche Demokratische Republik | Uwe Neupert     |
| 3     | Tschechoslowakei                | Julius Strnisko |
| 4     | Bulgarien                       | Sawo Schristow  |
| 5     | Rumänien                        | Vasile Pușcașu  |
| 6     | Türkei                          | Ayhan Taşkın    |

Titelverteidiger: Magomed Magomedow, UdSSR

#### Kategorie über 100 kg (Superschwergewicht)
| Platz | Land        | Sportler       |
| ----- | ----------- | -------------- |
| 1     | Sowjetunion | Soslan Andijew |
| 2     | Ungarn      | János Rovnyai  |
| 3     | Polen       | Adam Sandurski |
| 4     | Rumänien    | Janko Andrei   |
| 5     | Bulgarien   | Petar Iwanow   |
| 6     | Schweiz     | Strooky Stucki |

Titelverteidiger: Salman Chassimikow, UdSSR

### Medaillenspiegel
| Rang | Land                            | Gold | Silber | Bronze |
| ---- | ------------------------------- | ---- | ------ | ------ |
| 1    | Sowjetunion                     | 4    | 3      | 3      |
| 2    | Bulgarien                       | 4    | 0      | 2      |
| 3    | Ungarn                          | 1    | 4      | 0      |
| 4    | BR Deutschland                  | 1    | 0      | 0      |
| 5    | Deutsche Demokratische Republik | 0    | 1      | 1      |
|      | Türkei                          | 0    | 1      | 1      |
| 7    | Finnland                        | 0    | 1      | 0      |
| 8    | Polen                           | 0    | 0      | 1      |
|      | Tschechoslowakei                | 0    | 0      | 1      |
|      | Jugoslawien                     | 0    | 0      | 1      |

## Quelle
- www.foeldeak.com